# Olympische Winterspiele 2006/Teilnehmer (Thailand)
| Gelbes Symbol für Goldmedaillen mit stilisierten Olympischen Ringen | Graues Symbol für Silbermedaillen mit stilisierten Olympischen Ringen | Braundes Symbol für Bronzemedaillen mit stilisierten Olympischen Ringen |
| ------------------------------------------------------------------- | --------------------------------------------------------------------- | ----------------------------------------------------------------------- |
| —                                                                   | —                                                                     | —                                                                       |

Thailand nahm an den Olympischen Winterspielen 2006 im italienischen Turin mit einem Athleten teil.
Es war die zweite Teilnahme Thailands an Olympischen Winterspielen.

## Teilnehmer nach Sportarten

### Ski Nordisch
- Prawat Nagvajara
15 km klassisch: 96. Platz